# Käbi Laretei

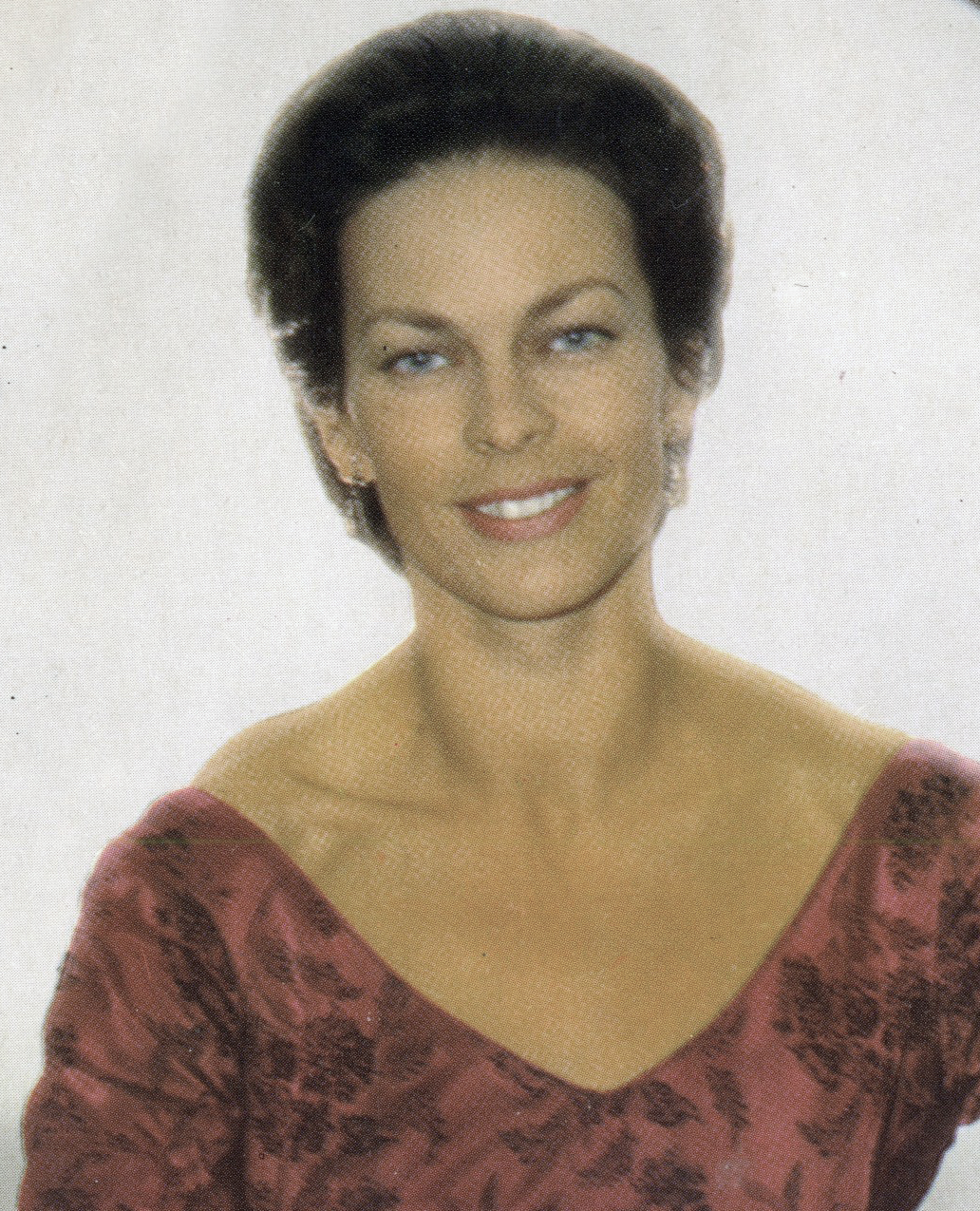
Käbi Laretei 1959.

Käbi Alma Laretei (Tartu, 14 luglio 1922 – Stoccolma, 31 ottobre 2014) è stata una pianista svedese di origine estone.

## Biografia
La sua famiglia, quando l'Unione Sovietica invase l'Estonia, si trasferì in Svezia, per cui ha vissuto praticamente sempre in questo Paese. Ha avuto una lunga e brillante carriera e negli anni sessanta ha suonato in affollate sale da concerto nel Regno Unito, in Svezia, nella Germania Ovest e negli Stati Uniti.
È anche nota per il suo matrimonio e collaborazione professionale col regista Ingmar Bergman. Lo conobbe verso la fine degli anni cinquanta, si sposarono nel 1959 e divorziarono nel 1969, benché la loro unione fosse praticamente finita già nel 1966.
Hanno avuto un figlio, Daniel, che professionalmente ha seguito la strada del padre. La Laretei ha continuato a tenere concerti e a collaborare per le musiche dei film di Bergman. È anche apparsa mentre suona il piano nel film Fanny e Alexander e in altri film. Si è anche occupata di televisione; ha condotto numerosi programmi di letteratura e musica alla TV svedese. Ha pubblicato numerosi libri su vita e musica; il primo è stato En bit jord (1976; "Un pugno di terra"), l'ultimo è intitolato Såsom i en översättning (2004; "Come nella traduzione").

## Filmografia
- Stimulantia (1967), se stessa nell'episodio Daniel
- Il flauto magico (1975), compare nel pubblico
- L'immagine allo specchio (1976), collabora alle musiche suonando il pianoforte
- Sinfonia d'autunno (1978), collabora alle musiche suonando il pianoforte
- Fanny e Alexander (1982), interpreta zia Anna von Bohlen

## Note

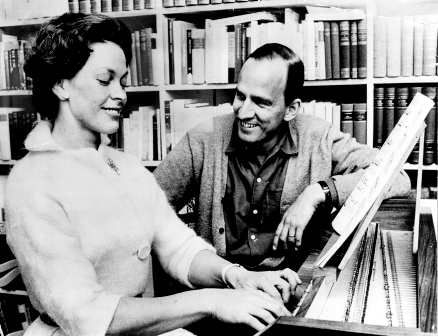